# Svenska flottans reservofficersförbund
Svenska Flottans Reservofficersförbund (SFRO) är en sammanslutning för reservofficerare i svenska marinen. SFRO var fram till 2006 en frivillig försvarsorganisation men har idag snarare karaktären av intresseförbund. 
Förbundet bildades den 17 maj 1935 och har idag (januari 2007) drygt 800 medlemmar. Tidigare kunde enbart sjöofficerare bli medlemmar men efter en stadgeändring 2005 välkomnas reservofficerare från hela svenska marinen.
SFRO:s uppgifter är bland andra att främja reservofficerens position i Sveriges försvar samt att tillvarata medlemmarnas gemensamma maritima intressen. Genom intern utbildningsverksamhet främjas medlemmarnas sjömilitära kunskaper och färdigheter.
Lokala avdelningar, s.k. "kretsar" finns i Stockholm, Göteborg och Malmö. Den huvudsakliga medlemsverksamheten bedrivs i kretsarna.
SFRO är anslutet till den fackliga organisationen Sveriges Reservofficersförbund (SROF).